# Pointe de la Traversière
Pointe de la Traversière – szczyt w Alpach Graickich, części Alp Zachodnich. Leży na granicy między Francją (region Owernia-Rodan-Alpy) a Włochami (region Dolina Aosty. Szczyt można zdobyć ze schroniska Rifugio Mario Bezzi (2284 m).